# Peodes penichrotes
Peodes penichrotes är en tvåvingeart som beskrevs av Wei och Zheng 1998. Peodes penichrotes ingår i släktet Peodes och familjen styltflugor.
Artens utbredningsområde är Nei Mongol (Kina). Inga underarter finns listade i Catalogue of Life.